# Koronowo (plaats)
Koronowo is een stad in het Poolse woiwodschap Koejavië-Pommeren, gelegen in de powiat Bydgoski. De oppervlakte bedraagt 28,18 km², het inwonertal 10.818 (2005).

## Verkeer en vervoer

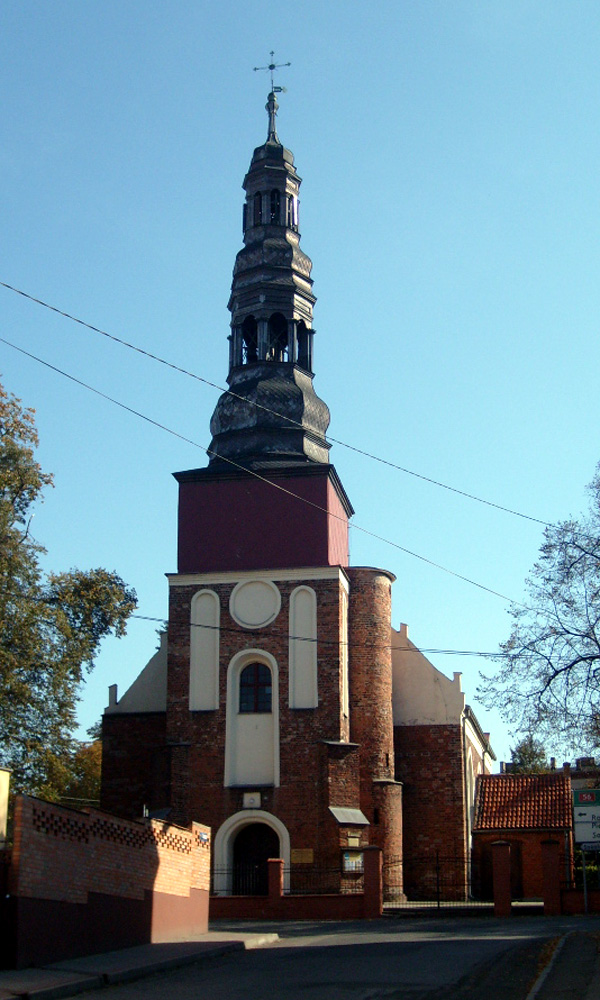
Kerk in Koronowo

- Station Koronowo